# Fenix Trophy 2021–2022
Primul turneu a avut loc în sezonul 2021-22.

## Format
Au fost 2 grupe cu câte 4 echipe fiecare. Ulterior, cluburile au jucat unul împotriva celuilalt în Rimini, Italia, în funcție de poziția lor finală.

## Istorie
Câștigătorii grupei lor Prague Raptors și FC United of Manchester au jucat finala pe 11 iunie 2022 pe Stadio Romeo Neri, care a fost câștigată de Manchester cu 0–2.

## Echipe
Au participat următoarele echipe:
- HFC Falke (Hamburg)
- AS Lodigiani (Roma)
- CD Cuenca-Mestallistes (Valencia)
- Prague Raptors (Praga)
- Brera Calcio (Milan)
- FC United of Manchester (Manchester)
- AFC DWS (Amsterdam)
- AKS Zły (Varșovia)